# Leo Baeck
Leo Baeck (wym. MAF: [ˌleːo ˈbɛk], posłuchajⓘ; ur. 23 maja 1873 w Lesznie, zm. 2 listopada 1956 w Londynie) – niemiecki rabin, naukowiec, jeden z liderów judaizmu liberalnego.

## Życiorys
Urodził się 23 maja 1873 roku w Lesznie (wówczas Lissa w rejencji poznańskiej w Niemczech). Swoją edukację rozpoczął w Gimnazjum im. Jana Amosa Komeńskiego w Lesznie, gdzie w 1891 uzyskał świadectwo maturalne. W latach 1891–1894 studiował we wrocławskim Żydowskim Seminarium Teologicznym, a następnie karierę naukową kontynuował jako wykładowca w Wyższym Instytucie Badań Żydowskich w Berlinie. W 1897 roku otrzymał stanowisko rabina przy nowo wybudowanej Nowej Synagodze w Opolu, które złożył w 1907 roku. Następnie w latach 1907–1912 pracował jako rabin w Düsseldorfie.
W 1905 roku Baeck opublikował pracę Istota judaizmu w odpowiedzi na publikację Adolfa Harnacka Istota chrześcijaństwa. Podczas I wojny światowej rabin Baeck pracował jako kapelan – rabin polowy (Feldrabbin) -  w Armii Cesarstwa Niemieckiego. W 1933 roku, po dojściu nazistów do władzy, Leo Baeck zaczął bronić żydowskiej mniejszości w Niemczech jako prezydent Reichsvertretung der Deutschen Juden, które reprezentowało Żydów na arenie narodowej.
W 1943 roku został deportowany do obozu Theresienstadt, gdzie został wyznaczony na honorowego prezydenta Ältestenrat (pol. Rada Starszych). Przez dłuższy czas liczne instytucje amerykańskie chciały pomóc Baeckowi w ucieczce z obozu i oferowały pomoc w emigracji do USA. Rabin odmówił rezygnacji z funkcji prezydenta Rady Starszych i odrzucił propozycję ucieczki z obozu. 
Po zakończeniu wojny Baeck wyjechał do Londynu i wykładał w Hebrajskiej Unii Uczelni w Ameryce. W międzyczasie objął stanowisko prezesa Światowej Unii dla Judaizmu Postępowego. W Londynie opublikował swoją drugą wielką pracę Ci ludzie Izraela, którą częściowo napisał w obozie Theresienstadt.
Leo Baeck zmarł 2 listopada 1956 w Londynie. Został pochowany na cmentarzu żydowskim w Golders Green w Londynie. Na jego cześć nazwano liczne uczelnie żydowskie oraz asteroidę (100047) Leobaeck.

## Galeria

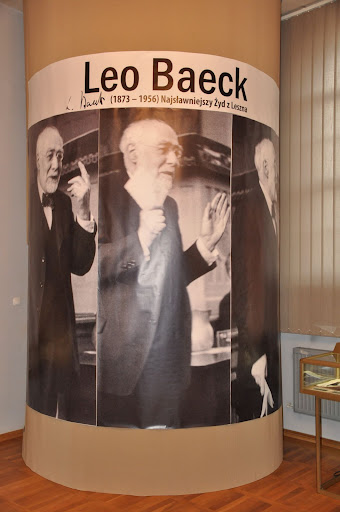
Leo Baeck (1873 - 1956). Najsławniejszy Żyd z Leszna - konferencja naukowa
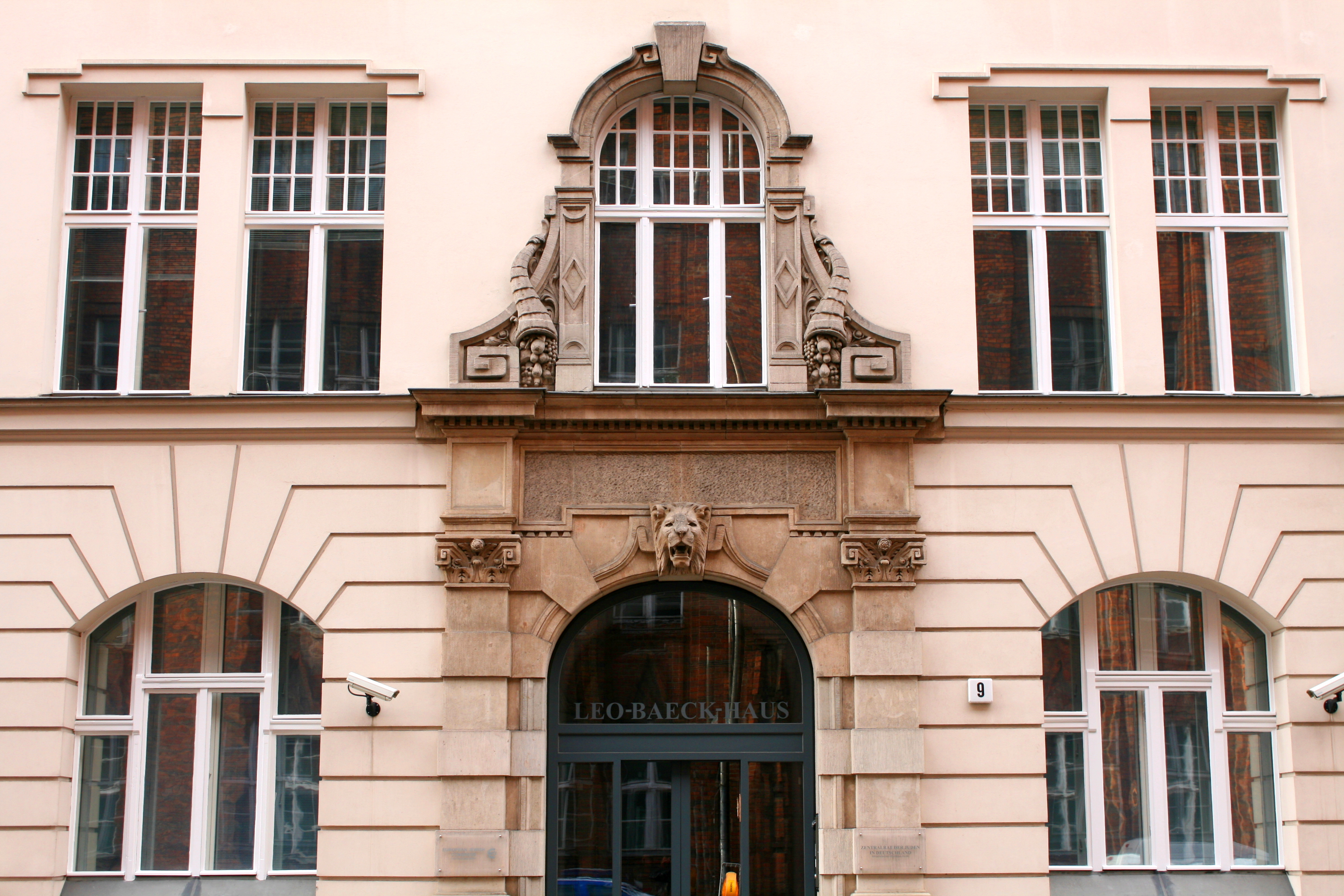
Fasada tzw. Leo Baeck Haus w Berlinie przy Tucholsky Strasse; siedziba Centralnej Rady Żydów w Niemczech
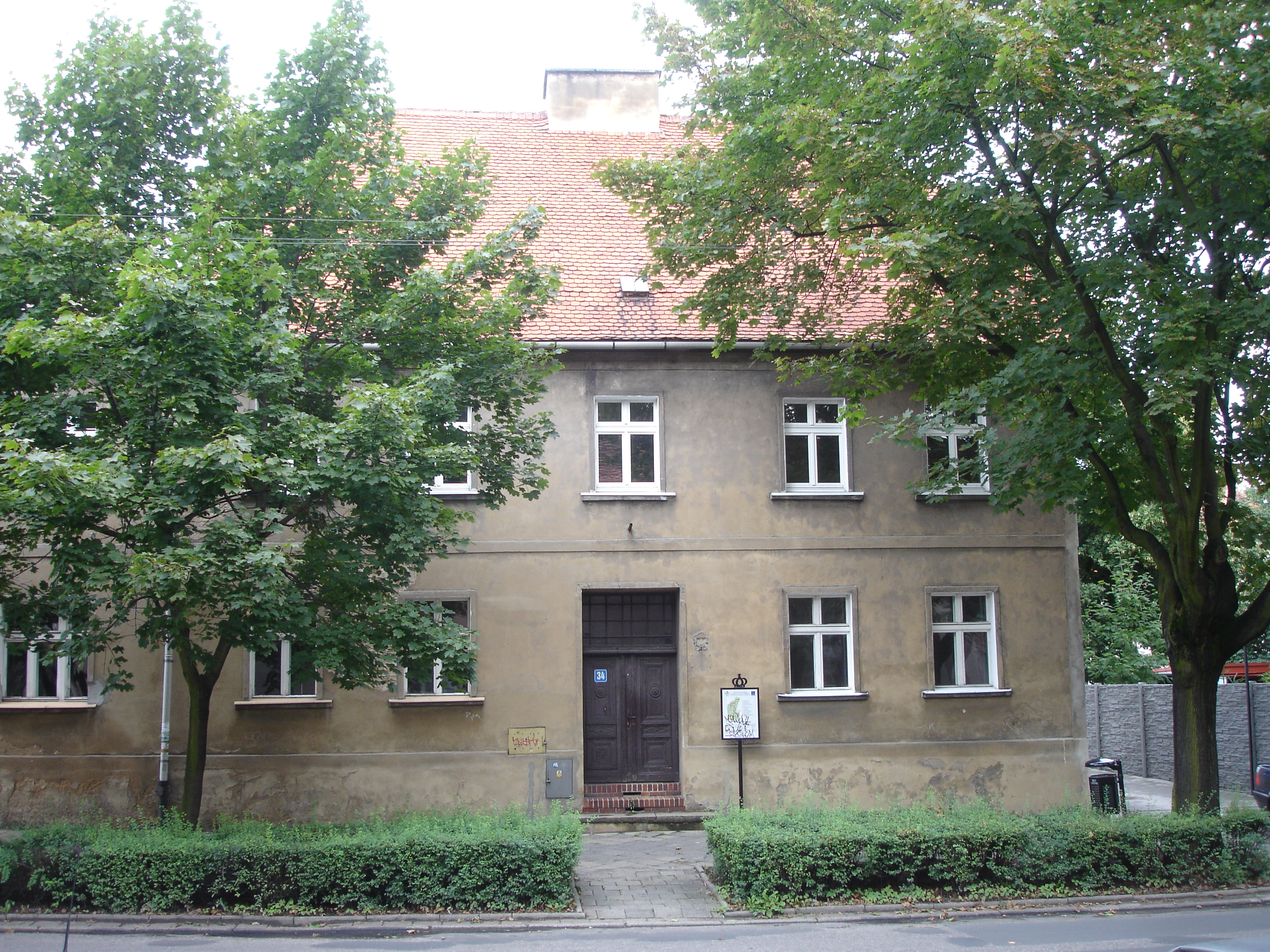
Kamienica przy ul. B. Chrobrego 34 w Lesznie, w której urodził się Leo Baeck
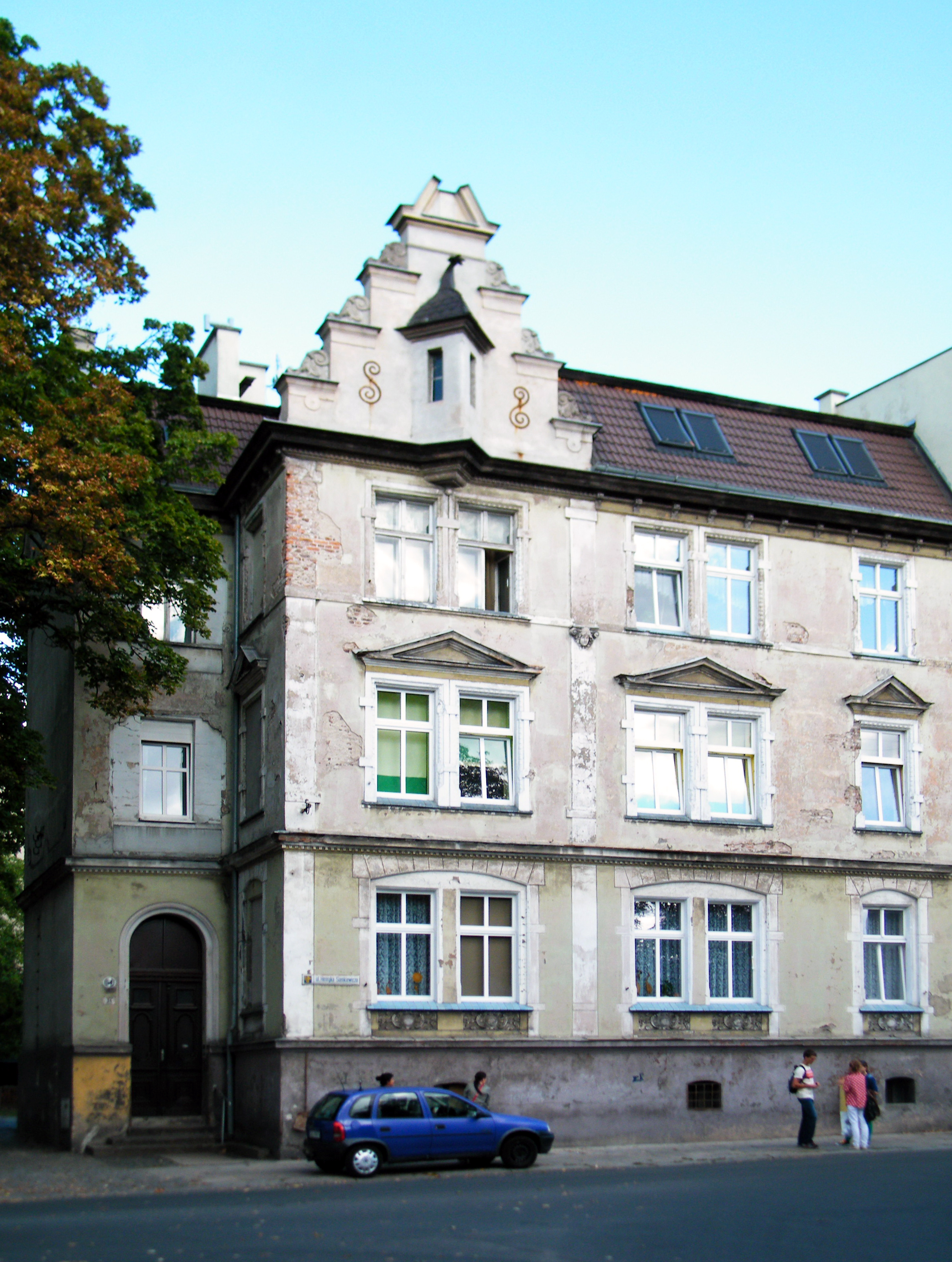
Kamienica przy ul. Sienkiewicza w Opolu, w której mieszkał i tworzył Leo Baeck
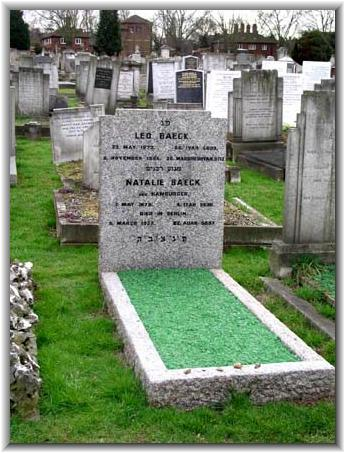
Grób Leo Baecka